# François-Adrien Boieldieu
François-Adrien Boieldieu (Ruão, 16 de dezembro de 1775 — Varennes-Jarcy, 8 de outubro de 1834) foi um compositor francês, principalmente de óperas, frequentemente chamado de "o Mozart francês".

## Biografia
Nascido durante o Antigo Regime, François-Adrien Boieldieu recebeu sua educação musical primeiro do mestre do coro e depois do organista da catedral local. Durante o Regime do Terror, Rouen foi uma das poucas cidades a manter uma vida musical significativa e em 1793 uma série de concertos foi organizada com o celebrado violinista Pierre Rode e o tenor Pierre-Jean Garat. Foi nessa época que Boieldieu compôs suas primeiras obras com textos escritos por seu pai (La fille coupable em 1793, seguida por Rosalie et Mirza em 1795). Eles lhe trouxeram sucesso imediato.
Durante o período revolucionário, Boieldieu partiu para Paris e sabiamente começou a trabalhar como afinador de piano. Nesta época, a Opéra-Comique era o único teatro a oferecer oportunidades para as obras híbridas do mesmo nome, próximas da ópera clássica, mas contendo diálogo falado. O trabalho mais típico do gênero foi Médée (1797) de Luigi Cherubini. A Opéra-comique, tradicionalmente encenada na Salle Favart, também foi encenada no Théâtre de Monsieur a partir de 1789. Em 1791, a companhia instalou-se em um novo teatro, o Théâtre Feydeau, anteriormente reservado à trupe da ópera buffa. Ao longo de dez anos, as companhias Favart e Feydeau eram rivais, a Favart reforçando seu repertório de espetáculos patrióticos e apresentando as obras mais leves de Étienne Méhul, o Feydeau oferecendo os dramas heroicos de Cherubini ou Jean-François Le Sueur. Em 1797, Boieldieu ofereceu no teatro Feydeau La famille suisse e L'heureuse nouvelle. Em 1798, ele presenteou o Favart com Zoraime et Zulmare, que lhe trouxe um sucesso extraordinário.
Herdeiro espiritual de André Grétry, Boieldieu apostou nas melodias que evitavam muita ornamentação, com orquestração leve mas inteligente. Hector Berlioz descreveu sua música como possuindo "uma elegância parisiense agradável e de bom gosto". Em 1800, ele obteve um verdadeiro triunfo com Le calife de Bagdad. Em 1804, após o rompimento de seu casamento com a dançarina Clotilde Mafleurai,  ele partiu para São Petersburgo para assumir o posto de compositor da corte do czar, onde permaneceu até 1810. Lá compôs nove óperas, incluindo Aline , reine de Golconde (1804) e Les voitures versées (1808). Em seu retorno à França, ele reconquistou o público parisiense com La jeune femme en colère (1811), Jean de Paris (1812), Le nouveau seigneur du village (1813) e uma dúzia de outras obras.

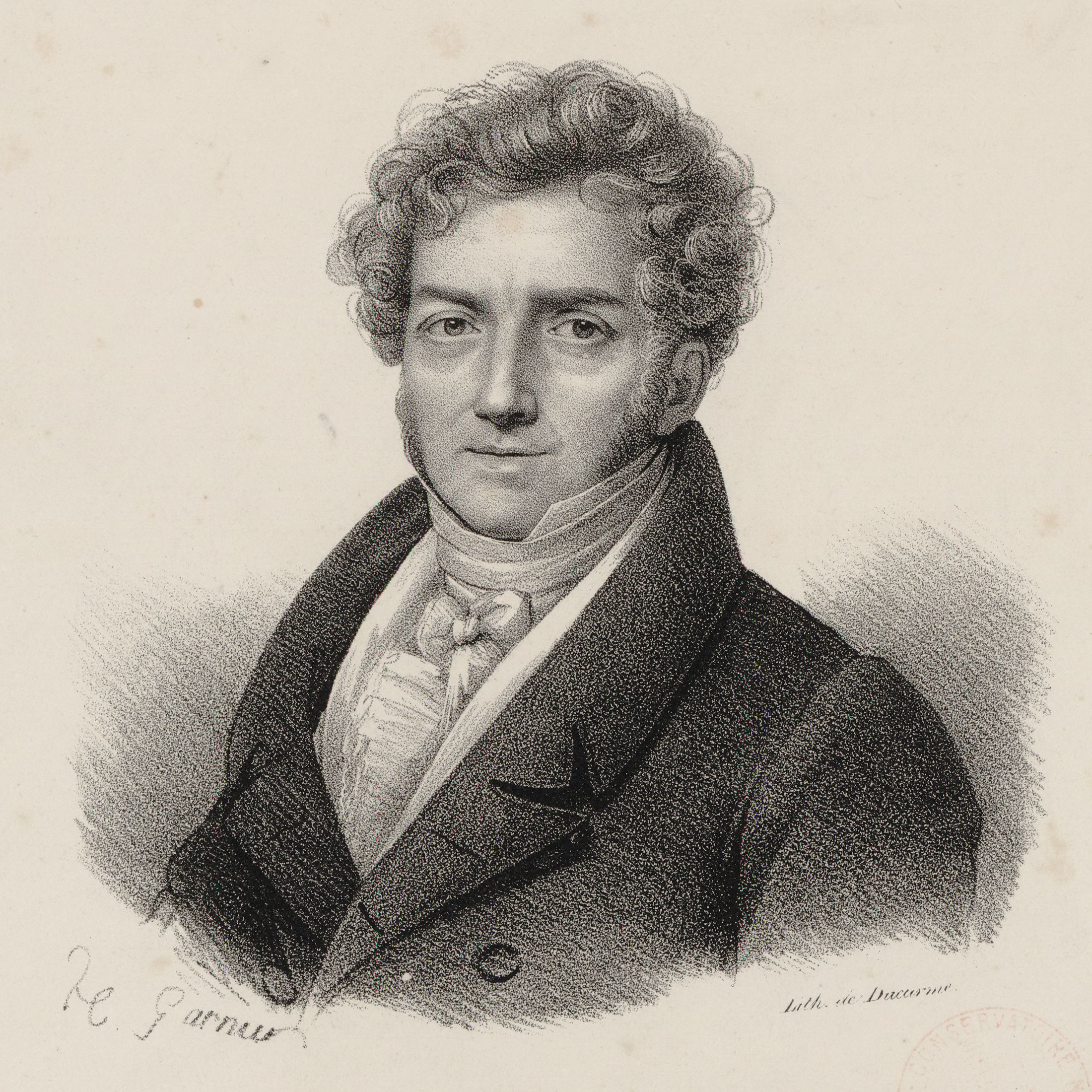
François-Adrien Boieldieu, gravura após Henri-François Riesener, Bibliothèque Nationale de France.

Em 1825, ele produziu sua obra-prima, La dame blanche (revivida na Salle Favart em 1997 e gravada pelo maestro Marc Minkowski). Incomum para a época, La dame blanche foi baseada em episódios de dois romances de Walter Scott. O libreto de Eugène Scribe é construído em torno do tema da criança perdida há muito tempo, felizmente reconhecida em um momento de perigo. O estilo da ópera influenciou Lucia di Lammermoor, I puritani e La jolie fille de Perth. La dame blanche foi uma das primeiras tentativas de introduzir o fantástico na ópera.
Embora sua reputação seja amplamente baseada em suas óperas, Boieldieu também compôs outras obras. Entre eles pode-se mencionar o seu Concerto para harpa em dó, escrito em 1800-1801 e uma das obras-primas do repertório de harpa. Tornou-se professor de composição no Conservatório de Paris e em 1817 sucedeu a Méhul como um dos quarenta membros da Académie des Beaux-Arts. Recebeu a Légion d'honneur em 1820. Aos poucos, perdeu a capacidade de falar, sem dúvida devido ao câncer de laringe. A falência da Opéra-Comique e a revolução de 1830 aumentaram suas desgraças. Para salvá-lo da pobreza, Adolphe Thiers concedeu-lhe uma pensão do Estado de 6 000 francos. Em 25 de setembro de 1834, ele fez sua última aparição pública na estreia de  "Le chalet" de Adolphe Adam. Desta forma, ele passou elegantemente o bastão para seu aluno brilhante.
Ele era um maçom, iniciado na loja parisiense Les Arts et l'Amitié ('Artes e Amizade') - pertencente ao Grande Oriente da França, - além de ter sido membro da Loja 'Palestina' (em São Petersburgo), e um membro honorário da loja 'Les Amis Réunis' ('Friends Re-united'), também em São Petersburgo.

Boieldieu morreu em Varennes-Jarcy. Em 13 de novembro de 1834; seu coração foi enterrado em Rouen, em um túmulo pago por aquela cidade, enquanto seu corpo foi enterrado no cemitério Père Lachaise em Paris. Ele deixou um filho ilegítimo (Adrien) Louis (Victor) (1815–83).

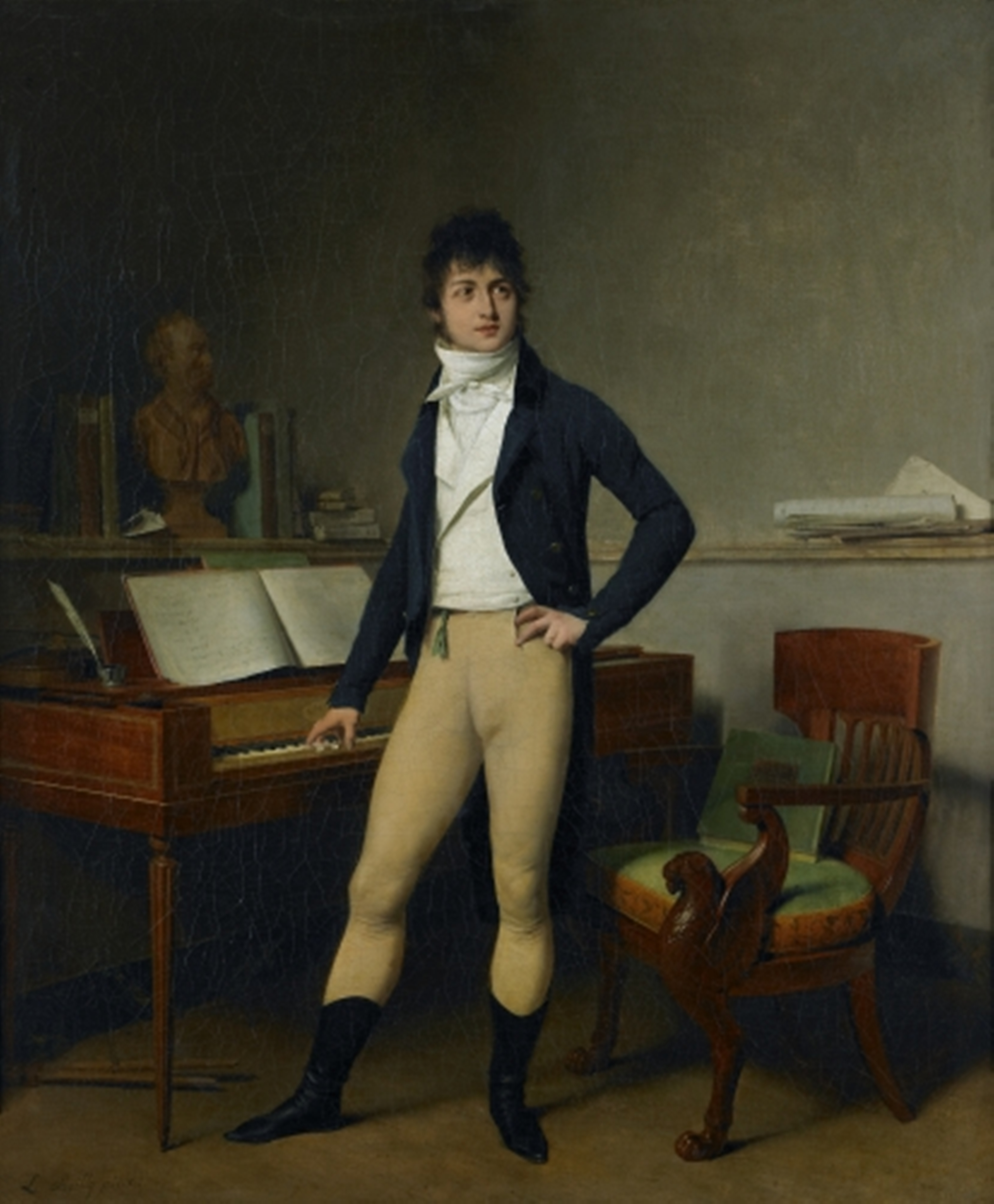
François-Adrien Boieldieu